# Гагино (Московская область)
Гагино — деревня в сельском поселении Березняковское Сергиево-Посадского района Московской области. Население — 1 чел. (2010).

## История
Впервые упоминается в 1462 году в завещании великого князя Василия II как село Тимофеевское. В начале XVI века село перешло во владение князей Гагиных, по фамилии которых и получило своё второе название. В источниках XVIII—XIX веков именуется Тимофеевское, Гагино тож и Спасское, Гагино тож.
До 1927 года Гагино было центром Гагинского сельсовета.
В Гагино до настоящего времени (2010 год) сохранились две церкви. Первая из них — Спасская, построена в стиле барокко по заказу владельца села генерал-аншефа В. И. Чулкова в 1760-е годы. Сейчас находится в руинах.
Вторая церковь — Казанская, построена в переходных формах от классицизма к эклектике в 1845 году. В этой церкви в августе 1898 года венчались Ф. И. Шаляпин и Иола Торнаги. В настоящее время внешний вид церкви восстановлен, ведутся работы внутри храма. 10 августа 2013 года был совершен обряд освящения храма. Это событие было приурочено к ежегодному фестивалю «Шаляпинские встречи», который проводится уже 12 лет подряд.

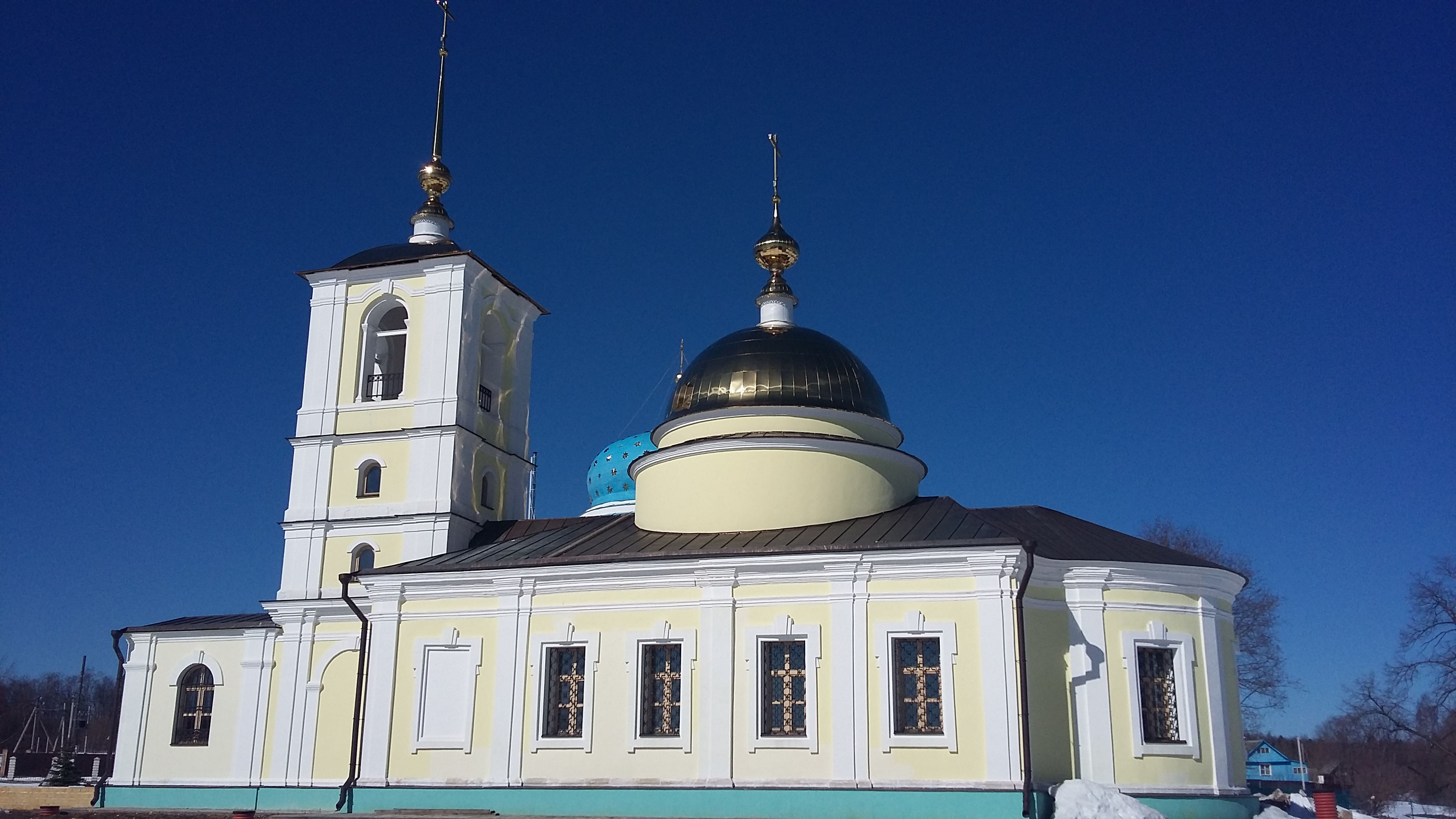
Восстановленная Церковь Спаса Всемилостивого в с. Гагино

## Население
| 1859 | 1886 | 1895 | 1905 | 1926 | 2002 | 2006 | 2010 |
| ---- | ---- | ---- | ---- | ---- | ---- | ---- | ---- |
| 55   | ↗95  | ↗98  | ↘74  | ↗90  | ↘1   | →1   | →1   |